# Aeropuerto Nacional de Astipalea
El Aeropuerto Nacional de Astipalea (en griego: Κρατικός Αερολιμένας Αστυπάλαια; IATA: JTY; ICAO: LGPL), también conocido como "Aeropuerto de Panagiá", es un aeropuerto que opera en la isla de Astipalea, en las Cícladas. El aeropuerto está situado cerca del pueblo de Analipsis, y está a 8 kilómetros aproximadamente al noreste de la ciudad de Astipalea (O Chora). El aeropuerto cuenta con un párking de 4.750m².

## Cómo llegar
Al aeropuerto puede llegarse con líneas regulares que lo conectan con la ciudad de Astipalea, aunque solo en verano. Durante el invierno puede llegarse a la ciudad con un taxi, con un coste de 5€.

## Vuelos
Olympic Air es la única aerolínea que conecta el aeropuerto con líneas regulares. Estas conexiones se hacen con Atenas, Leros, Kos y Rodas.

## Servicios
El aeropuerto cuenta con bares, un banco, oficina de correos, botiquín, estación de meteorología, estación de bomberos, aparcamiento, dos mostradores de embarque y una estación de policía.

## Horario
| Día       | Horario       |
| --------- | ------------- |
| Lunes     | Cerrado       |
| Martes    | 8:00 - 14:00  |
| Miércoles | 9:00 - 12:00  |
| Jueves    | 13:00 - 18:00 |
| Viernes   | 8:00 - 12:00  |
| Sábado*   | 8:00 - 14:00  |
| Domingo** | 8:00 - 12:00  |

(*): Del 27 de enero de 2012 hasta el 23 de marzo de 2012: 8:00 - 12:00
(**): Del 5 de febrero de 2012 hasta el 18 de marzo de 2012: 6:00 - 10:00

## Tráfico
| Año  | Vuelos | Pasajeros | Diferencia |
| ---- | ------ | --------- | ---------- |
| 2001 | 432    | 9.316     | 7,4%       |
| 2002 | 528    | 10.431    | 12%        |
| 2003 | 665    | 11.331    | 8,6%       |
| 2004 | 694    | 12.580    | 11%        |
| 2005 | 668    | 13.302    | 5,7%       |
| 2006 | 1.072  | 15.923    | 19,7%      |
| 2007 | 976    | 14.806    | 7%         |
| 2008 | 700    | 15,137    | 2,2%       |
| 2009 | 692    | 14.704    | 2,9%       |
| 2010 | 740    | 13.609    | 7,4%       |